# Llista de municipis del districte de Myjava
Llista de tots els municipis del districte de Myjava de la regió de Trenčín.
Informació actualitzada per un bot. Els canvis manuals es perdran quan s'actualitzi!
| Escut | Municipi            | Població | Superfície km² | Densitat | Altitud | Codi postal              | Codi territorial | Dades a Wikidata              |
| ----- | ------------------- | -------- | -------------- | -------- | ------- | ------------------------ | ---------------- | ----------------------------- |
|       | Brestovec           | 962      | 17,3           | 55,47    | 387     | 907 01 (pošta Myjava 1)  | SK0223504254     | Modifica les dades a Wikidata |
|       | Brezová pod Bradlom | 4.543    | 41,1           | 110,59   | 265 278 | 906 13                   | SK0223504262     | Modifica les dades a Wikidata |
|       | Bukovec             | 424      | 15,5           | 27,41    | 360     | 906 14                   | SK0223504289     | Modifica les dades a Wikidata |
|       | Chvojnica           | 329      | 16,3           | 20,13    | 384     | 906 06 (pošta Vrbovce)   | SK0223504408     | Modifica les dades a Wikidata |
|       | Hrašné              | 480      | 7,9            | 60,92    | 340     | 916 14                   | SK0223506079     | Modifica les dades a Wikidata |
|       | Jablonka            | 474      | 12,6           | 37,66    | 290     | 906 21                   | SK0223504424     | Modifica les dades a Wikidata |
|       | Kostolné            | 621      | 10,1           | 61,43    | 219     | 916 13                   | SK0223506141     | Modifica les dades a Wikidata |
|       | Košariská           | 416      | 11,5           | 36,09    | 349     | 906 15                   | SK0223504467     | Modifica les dades a Wikidata |
|       | Krajné              | 1.405    | 28,5           | 49,36    | 267     | 916 22                   | SK0223506150     | Modifica les dades a Wikidata |
|       | Myjava              | 10.453   | 48,5           | 215,35   | 313     | 907 01                   | SK0223504581     | Modifica les dades a Wikidata |
|       | Podkylava           | 244      | 8,5            | 28,86    | 246     | 916 16 (pošta Krajné)    | SK0223506419     | Modifica les dades a Wikidata |
|       | Polianka            | 396      | 9,4            | 42,06    | 416     | 907 01 (pošta Myjava 1)  | SK0223504661     | Modifica les dades a Wikidata |
|       | Poriadie            | 703      | 7,9            | 89,3     | 425     | 906 22                   | SK0223504688     | Modifica les dades a Wikidata |
|       | Priepasné           | 350      | 13,7           | 25,53    | 343     | 906 15 (pošta Košariská) | SK0223504696     | Modifica les dades a Wikidata |
|       | Rudník              | 838      | 9,4            | 89,33    | 325     | 906 23                   | SK0223504793     | Modifica les dades a Wikidata |
|       | Stará Myjava        | 766      | 17,7           | 43,21    | 390     | 907 01 (pošta Myjava 1)  | SK0223504866     | Modifica les dades a Wikidata |
|       | Vrbovce             | 1.405    | 51,5           | 27,27    | 341     | 906 06                   | SK0223504971     | Modifica les dades a Wikidata |